# 증감 연산자
증감 연산자는 피연산자로부터 더하거나 빼는 등 단항 연산을 위한 연산자이다. 증가 연산자와 감소 연산자로 나누며, 이 연산자들은 명령형 프로그래밍 언어에 구현되어 공통적으로 있다. C와 같은 언어들은 각 연산자마다 의미를 달리하는 전치와 후치 연산 기능이 있다.
B (C 및 파생판 포함)에서 문법적으로 파생된 언어들의 경우 증가 연산자는 ++로, 감소 연산자는 --로 나타낸다.

## 역사
이 개념은 1969년 경에 켄 톰프슨에 의해 B 프로그래밍 언어에 처음 도입되었다.

## 예
다음의 C 코드 부분은 전치 및 후치 증가 및 감소 연산자 간의 차이를 나타낸다:
```
int
  
x
;

int
  
y
;

// 증가 연산자

x
 
=
 
1
;

y
 
=
 
++
x
;
    
// 이 경우 x는 2이고, y도 2이다. (전치)

y
 
=
 
x
++
;
    
// 이 경우 x는 3이지만 y는 그대로 2이다. (후치)

// 감소 연산자

x
 
=
 
3
;

y
 
=
 
x
--
;
    
// 이 경우 x는 2이고 y는 3이다. (후치)

y
 
=
 
--
x
;
    
// 이 경우 x는 1이고 y도 1이다. (전치)

```

아래는 후치 증가 연산자를 배열에 함께 사용한 예이다:
```
// 배열 요소를 합한다

float
 
sum_elements
(
float
 
arr
[],
 
int
 
n
)
 
{

    
float
  
sum
 
=
 
0.0
;

    
int
    
i
 
=
   
0
;

    
while
 
(
i
 
<
 
n
)

        
sum
 
+=
 
arr
[
i
++
];
    
// i의 후치 증가

    
return
 
sum
;

}

```

상기와 비슷하게, 아래는 후치 증가 연산자를 포인터에 사용한 예이다:
```
// 하나의 배열에서 다른 배열로 복사

void
 
copy_array
(
float
 
*
src
,
 
float
 
*
dst
,
 
int
 
n
)
 
{

    
while
 
(
n
--
 
>
 
0
)
        
// n부터 0까지 돌면서 카운트

        
*
dst
++
 
=
 
*
src
++
;
   
// 요소 *(src)를 *(dst)로 복사하여

                           
//  포인터 둘 다 증가

}

```

이 예는 C++, 자바, C#와 같은 기타 C와 비슷한 언어들에서도 동작한다.

## 지원 언어
아래의 목록은 완전하지 않을 수 있으며, ++/-- 증감 연산자를 지원하는 주요 프로그래밍 언어 중 일부를 나열한다.
| - AWK - 배시 - C - C++ - C# - CFML | - D - 고 - 자바 - 자바스크립트 - 오브젝티브-C - GNU 옥타브 | - 펄 - PHP - 스위프트 - 발라 |

## 같이 보기
- 증가된 할당(Augmented assignment): +=, -= 연산자